# 聖雅各伯 (伊利諾伊州)
聖雅各伯（英語：St. Jacob）是位於美國伊利諾伊州麥迪遜縣的一個村落。

## 地理
聖雅各伯的座標為38°43′01″N 90°46′02″W / 38.71694°N 90.76722°W，而該地最高點為海拔高度157米（即515英尺）。

## 人口
根據2010年美國人口普查的數據，聖雅各伯的面積為2.00平方千米，當中陸地面積為1.99平方千米，而水域面積為0.01平方千米。當地共有人口1098人，而人口密度為每平方千米549人。